# Fall Preventing Devices
Fall Preventing Devices (FPD) zijn systemen die voorkomen dat een reddingsboot vroegtijdig en per ongeluk lost alvorens het wateroppervlak te raken.

## Geschiedenis
In 1986 heeft de IMO in de SOLAS conventie on-load release hooks verplicht gemaakt op alle
reddingsboten van alle schepen. On-load release hooks zijn haken die vroegtijdig kunnen gelost worden alvorens de reddingsboot in het water drijft.
Deze maatregel is ingevoerd ten gevolge van de ramp op het boorplatform Alexander Kielland in het Ekofisk-olieveld.
Het boorplatform kapseisde toen een pijler het begaf, en 186 mensen lieten hierbij het leven. Het hoge aantal slachtoffers was te wijten aan het feit dat drie van de vier reddingsboten halverwege de tewaterlating bleven vasthangen. De vier reddingsboten waren uitgerust met off-load release hooks, haken die enkel gelost kunnen worden indien de boot volledig door het water gedragen wordt.
Na de ramp werd een 'on-load systeem' ingevoerd, waarmee een reddingsboot ook gelost kon worden als die niet geheel in het water ligt. Niettegenstaande het feit dat dit zeer efficiënt is om een reddingsboot te water te laten, zijn er sinds de invoering ervan een aantal ongevallen gebeurd tijdens drills en onderhoudswerkzaamheden. Bij deze ongevallen faalde het on-load release systeem waardoor de reddingsboot plots ongewenst losschoot en in zee te pletter sloeg. Om dit in de toekomst te vermijden, heeft de International Maritime Organisation (IMO) op 11 juni 2009 FPD's goedgekeurd. Deze zijn gemaakt in overeenstemming met de richtlijnen MSC 1327 van de Maritieme Veiligheidscommissie (Maritime Safety Committee).

## Soorten FPD's

#### Sluitingspinnen
Dit zijn pinnen die mee in de on-load release hooks zitten als extra beveiliging. Belangrijk is dat deze pinnen verwijderd worden alvorens het on-load release-systeem in werking wordt gesteld.

#### Strops of Slings
Deze zijn gemaakt uit synthetische vezels, kabels of kettingen. Naast de dragende kabel is dit een extra verbinding tussen de davit en de reddingsboot. Voor elke strop of sling moet er een certificaat aan boord zijn dat de veiligheid garandeert en elke 6 maanden moeten de strops of slings een grondige visuele inspectie ondergaan. Belangrijk is dat deze strops of slings verwijderd worden alvorens het on-load releasesysteem in werking wordt gesteld.
Het materiaal waaruit de strops of slings gemaakt zijn moet bestand zijn tegen:
- rotten
- corrosie
- zeewater
- olie
- schimmels
- UV-licht

Aan boord van olie en chemicaliën tankers moet het mogelijk zijn de FPD's los te koppelen van binnenuit de reddingsboot.